# NGC 1097A
NGC 1097A (другие обозначения — ESO 416-19, MCG -5-7-22, PGC 10479) — эллиптическая галактика (E) в созвездии Печь.
Этот объект не входит в число перечисленных в оригинальной редакции «Нового общего каталога» и был добавлен позднее.
Галактика NGC 1097A входит в состав группы галактик NGC 1097. Помимо NGC 1097A в группу также входят NGC 1079, NGC 1097, IC 1826, PGC 10479, ESO 416-32 и NGC 1097B.